# AIM-7 Sparrow

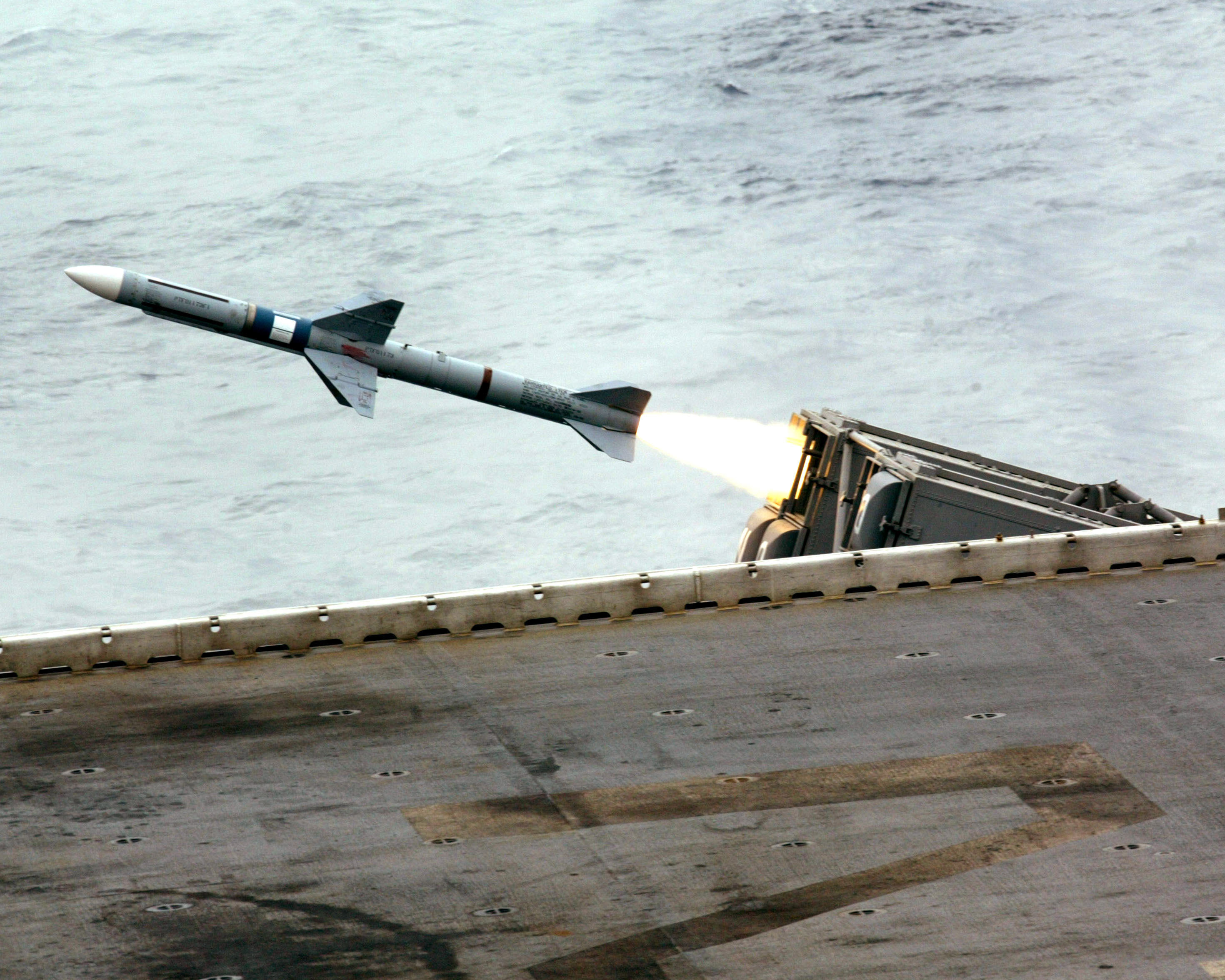
De RIM-7 Sea Sparrow.

De AIM-7 Sparrow is een lucht-luchtraket voor de middellange afstand. Van de jaren 1950 tot '90 was het de standaard lucht-luchtraket op de meeste Amerikaanse straaljagers. Voor gebruik als luchtdoelraket vanaf schepen is er de RIM-7 Sea Sparrow variant. Buiten de Verenigde Staten zijn nog drie varianten van de AIM-7 ontwikkeld. De Italiaanse Aspide, de Chinese PL-11 en de Britse Skyflash. Een andere vergelijkbare raket is de R-27.

## Geschiedenis
In 1947 gaf de United States Navy opdracht Project Hotshot, dat de ontwikkeling van een straalgeleide lucht-luchtraket inhield. In 1956 resulteerde dit in de AAM-N-2 Sparrow. In totaal werden ongeveer 2000 van deze raketten gebouwd.
In 1950 stelde de Douglas Aircraft Company, een van de ontwikkelaars van de originele Sparrow, voor om een variant te ontwikkelen met actieve radargeleiding. Deze variant werd eerst XAAM-N-2a Sparrow II gedoopt, maar in 1952 hernoemd naar AAM-N-3. De ontwikkeling hiervan werd gestart in 1955, maar in 1958 werd het project gestopt wegens gebrek aan succes.

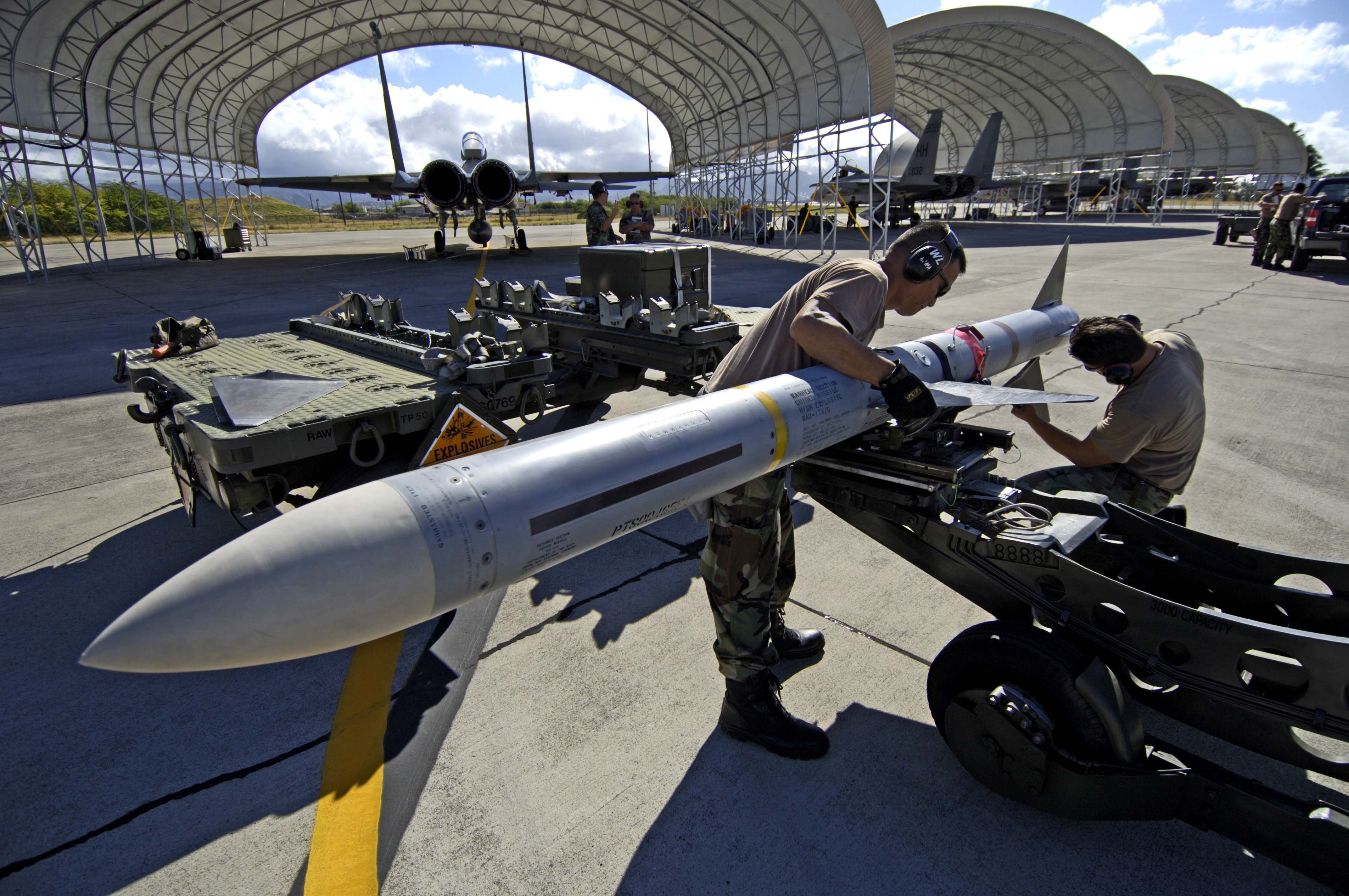
Een AIM-7 wordt voorbereid voor montage onder de vleugels van een straaljager.

Vrijwel tegelijkertijd begon Raytheon in 1951 met de ontwikkeling van een semiactief geleide variant onder de naam AAM-N-6 Sparrow III. De ontwikkeling hiervan resulteerde wel in een werkende raket, deze werd in 1958 in gebruik genomen door de United States Navy. Van een verbeterde variant geïntroduceerd in 1959, de AAM-N-6a, werden ongeveer 7500 exemplaren geproduceerd. In 1963 volgde nog een verbeterde versie, de AAM-N-6b, deze had een verbeterde motor waardoor het bereik toenam tot 35 km. Van deze variant zijn uiteindelijk ongeveer 25000 exemplaren geproduceerd.
In datzelfde jaar kwamen de United States Army en de United States Navy overeen dat de namen van hun raketten gestandaardiseerd moesten worden. De Sparrows kregen hierbij hun huidige aanduiding AIM-7. De AAM-N-2 werd de AIM-7A en de AAM-N-3 werd de AIM-7B. De varianten van Raytheon kregen respectievelijk de aanduidingen AIM-7C, D en E.

### Gebruik in de Vietnamoorlog
Het eerste grootschalige gebruik van de AIM-7E was in de Vietnamoorlog. Door een combinatie van slechte betrouwbaarheid, slecht getrainde piloten, het ontwerp van de toen veel gebruikte McDonnell Douglas F-4 Phantom II en een aanvalsinstructie die alle voordelen van lucht-luchtraketten tenietdeed, troffen maar 10% van de raketten hun doel. In 1969 werden verbeteringen doorgevoerd in de vorm van de AIM-7E2. Deze variant was geschikter voor gebruik op korte afstanden, de manier waarop de raket in de Vietnamoorlog gebruikt werd. Later volgden ook nog de E3 met een verbeterde ontsteking en de E4 om de raket geschikt te maken voor gebruik op de F-14 Tomcat. 

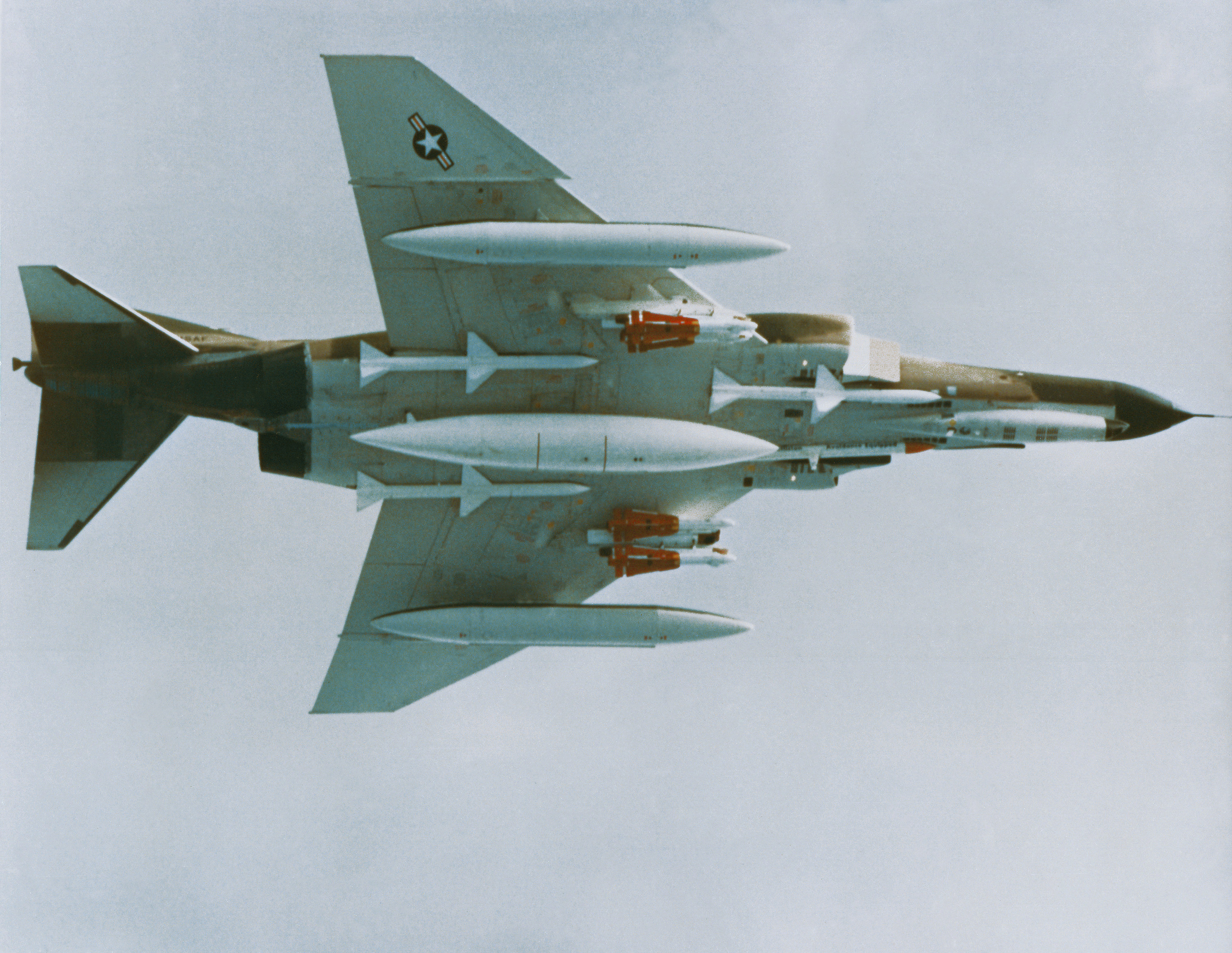
Een F-4E die 4 AIM-7E’s draagt op stations 3, 4, 6 en 7.

In 1976 volgde de AIM-7F, met een grotere tweetraps raketmotor voor groter bereik. Ook werden de elektronenbuizen vervangen door transistors voor een betere betrouwbaarheid en werd de raket uitgerust met een krachtigere lading.
De volgende verbetering volgde in 1982. De AIM-7M had een verbeterde zoeker en ontsteking, digitale avionica en verbeterde prestaties tegen Electronic Counter Measures. Ook konden laagvliegende doelen zoals kruisraketten nu beter onderschept worden. Deze variant werd met veel succes gebruikt in de Golfoorlog (1990-1991).
De laatste variant van de raket is de AIM-7P. De verbeteringen hierin bestaan uit een software update om de trefkans op laagvliegende doelen te verbeteren (AIM-7P Block I) en het toevoegen van een antenne aan de achterkant om trajectaanpassingen vanuit het vliegtuig waar deze vanaf is gelanceerd (mid-course updates) te ontvangen (AIM-7P Block II). Ook werd nog een variant met infrarood zoeker overwogen, de AIM-7R. Vanwege budgettaire beperkingen en omdat de raket echter al vervangen zou worden door de AIM-120 AMRAAM werd deze variant afgelast. Er worden geen nieuwe raketten meer geproduceerd, oude raketten worden wel nog gerepareerd en geüpgraded naar de R-variant tot 2020. Hiermee bestaat de mogelijkheid dat de raket nog tot die tijd in gebruik blijft bij veel luchtmachten. Dit hangt echter ook af van of de AIM-7R om kan gaan met de radarsystemen van de nieuwste vliegtuigen zoals de F-35 Lightning II (Joint Strike Fighter).

## Overige varianten

### Sea Sparrow
De Rim-7 Sea Sparrow is een luchtdoel variant van de AIM-7. Deze is in gebruik op meer dan 150 schepen wereldwijd. Zo zijn bijvoorbeeld alle fregatten van de Koninklijke Marine ermee uitgerust. Oudere varianten werden met een gerichte lanceerinrichting afgevuurd, maar als onderdeel van het NAVO Sea Sparrow Missile (NSSM) systeem is een verticale lanceerinrichting gebouwd. Dit heeft als voordeel dat er meer raketten in de lanceerinrichting passen en dat één lanceerinrichting alle richtingen op kan vuren.

### Skyflash (Verenigd Koninkrijk)
De Britse Skyflash was de eerste buitenlandse variant die ontwikkeld werd, in 1976. De Skyflash is gebaseerd op de AIM-7E2. De Skyflash was het standaard wapen op de Panavia Tornado's van de Royal Air Force en werd later ook gebruikt op de Zweedse Saab Viggen.

### Aspide (Italië)
Een andere belangrijke buitenlandse variant was de Italiaanse Aspide in 1987. Deze werd onder andere gebruikt op de F-104 Starfighters van de Italiaanse luchtmacht en als luchtdoelraket voor de Spada systemen. Drie varianten zijn bekend:
- Aspide Mk 1, deze versie werd naar zeventien landen geëxporteerd;
- Aspide Mk 2, variant met actieve radargeleiding, werd nooit gebruikt door de ontwikkeling van de AIM-120 AMRAAM;
- Aspide 2000, luchtdoelvariant van de Mk 1.

### PL-11 (China)
China ontwikkelde de PL-11 nadat ze een aantal Aspides in handen kregen. Na het Tiannanmen-protest op het Plein van de Hemelse Vrede stelde de Europese Unie een wapenembargo in en stopten de leveringen. Hierop ontwikkelden de Chinezen een eigen variant van de raket, de PL-11.

## Specificaties (AIM-7P)
- Producent: Raytheon
- Functie: Lucht-luchtraket voor de middellange afstand
- Bereik: 60–70 km
- Topsnelheid: Mach 4
- Aandrijving: 1 Mk-58 vastebrandstofmotor kan handmatig of van een afstand gestart worden
- Springlading: 40 kg fragmentatieexplosief, expanding rod
- Massa bij lancering: 228 kg
- Lengte: 3660 mm
- Schachtdiameter: 200 mm
- Spanwijdte vinnen: 1000 mm
- Kosten: $125,000 per stuk[10]
- Lanceerplatform: Onder andere F-4, F-14, F-15, F-16 en F/A-18.[3]

## Voetnoten
1. ↑  Federation of American Scientists - "AIM-7 Sparrow" (en) . Gearchiveerd op 16 april 2016.
2. ↑  Raytheon Company - "AIM/RIM-7 Sparrow Data Sheet" (en)
3. 1 2  Raytheon Company - "Sparrow" (en)
4. ↑  Koninklijke Marine - "De Zeven Provinciënklasse". Gearchiveerd op 8 januari 2015.
5. ↑  Koninklijke Marine - "Karel Doormanklasse". Gearchiveerd op 19 februari 2014.
6. ↑  BAe Systems North America - "BAe Systems awarded $17 million contract for Mk 41 Vertical Launching System canister production" (en)
7. 1 2  Eurofighter Typhoon.co.uk - "BAe Sky Flash / Alenia Aspide"(en)
8. ↑  Federation of American Scientists - "Skyflash" (en) . Gearchiveerd op 6 maart 2016.
9. 1 2  Federation of American Scientists - "Aspide Mk1/Mk2" (en) . Gearchiveerd op 6 september 2016.
10. ↑  Inflatiecorrectie onbekend